# Jüdischer Friedhof Klein-Krotzenburg
Der Jüdische Friedhof Klein-Krotzenburg war der Friedhof für die Einwohner jüdischen Glaubens in Klein-Krotzenburg, einem Ortsteil der Gemeinde Hainburg im Landkreis Offenbach in Hessen.

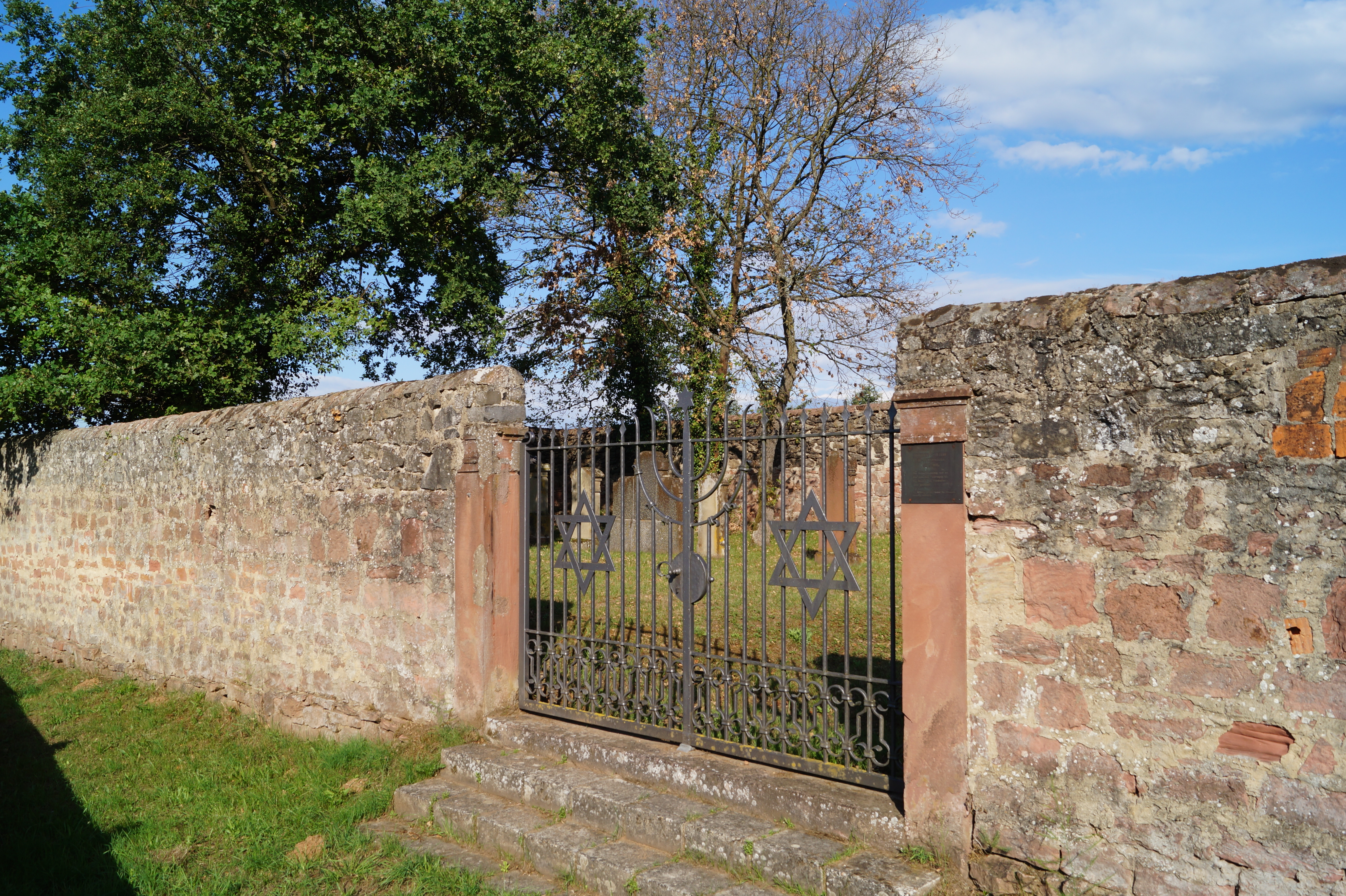
Jüdischer Friedhof Klein-Krotzenburg 2015, Portal

## Geografische Lage
Der Friedhof befindet sich weit südlich der Ortschaft. Obwohl das Grundstück zur Fasaneriestraße gehört, erfolgt die Zufahrt über die Edisonstraße. Seine heutige Lage erscheint etwas eingezwängt zwischen Hundeplatz und Grasrennbahn.

## Geschichte
Jüdische Bewohner Klein-Krotzenburgs sind erstmals im Jahr 1728 erwähnt. 1913 ließ die Gemeinde eine eigene Synagoge errichten, nachdem zuvor nur ein Betsaal bestand. Die erste bekannte Beisetzung auf dem Friedhof fand im Jahr 1872 statt.
Zu Beginn des Jahres 1931 erfolgte eine erste Friedhofsschändung, bei der sieben Grabsteine umgeworfen wurden. Die letzte Beisetzung stammt aus dem Jahr 1935.

## Anlage
Der Friedhof umfasst eine Fläche von 419 m² und ist von einer Sandsteinmauer umgeben. Der Eingang mit schmiedeeisernem Tor befindet sich an der Grasbahn im Westen. Es sind 28 Grabsteine erhalten, teilweise umgestürzt, die Mehrzahl mit hebräischen Inschriften.